# Пітер Гріфін
Пітер Гріфін (англ. Peter Griffin) — один з основних персонажів мультиплікаційного серіалу «Сім'янин», 42-річний батько сімейства, товстий, розумово відсталий невдаха. Персонажа озвучив сам творець мультсеріалу Сет Макфарлейн. Вперше з'являється в епізоді «Peter, Peter, Caviar Eater». Його поява була реконструкцією головного героя Ларрі з попередніх анімаційних короткометражних фільмів Макфарлейна «Життя Ларрі та Ларрі та Стіва».
Пітер одружений з Лоїс Ґріфін і є батьком Меґ, Кріса та Стьюї. У нього також є собака, на ім'я Брайан, його найкращий друг. Пітер працював на фабриці іграшок та на пивоварні Quahog.

## Роль у мультсеріалі
Пітер Гріффін — американець середнього класу, взірець хворого на ожиріння синього комірця із чітким Род-Айлендським акцентом. У Пітера та його дружини Лоїс троє дітей; Мег, Кріс і Стюї. Він є позашлюбним сином Тельми Гріффін і Міккі Макфіннігана, його виховували Тельма та вітчим Френсіс Гріффін. Пітер та його родина живуть у вигаданому містечку Куахог, штат Род-Айленд, який моделюють за прообразом Провіденса.
Спершу Пітер працював інспектором з безпеки на фабриці іграшок Happy-Go-Lucky, поки його начальник Джонатан Вір не задихнувся на обідній перерві під час вечері з Пітером та Лоїс; Потім він став рибалкою на своєму власному човні, відомим як "СС, могутніший за Супермена, Бетмена, Людину-павука та Неймовірного Халка, що злився", за допомогою двох португальських іммігрантів, Сантоса і Паскаля, поки його човен не було знищено. Зараз він працює у відділі доставлення пивоварні Pawtucket Patriot.

## Персонаж

### Особистість
Пітер — стереотипний працівник синіх комірців, який часто напивається разом із сусідами та друзями Клівленд, Браун, Джо Свонсон та Гленна Куагмір у місцевій таверні Куахога. У сезоні 4 в серії "Petarded" I.Q тест Пітера виявив, що у нього низький інтелект, трохи нижче рівня розумової відсталості. Пітер відомий своєю сміливою імпульсивністю, яка призводить до незручних ситуацій. Він неймовірно ревнивий, наприклад, він напав на кита, який поцілував Лоїс у серії "SeaWorld". У Пітера дуже короткий проміжок уваги, який часто призводить його до химерних ситуацій. Пітер також наївний, прикладом цього в серії "Airport '07", де він думає, що його вантажівка полетить, наповнивши її паливом літака.
Пітер має складні стосунки з усіма трьома своїми дітьми. Він, як правило, висміює Мег і поводиться з нею погано. Хоча в деяких епізодах Пітер мав добрі стосунки з Мег. Пітер спілкується і має набагато кращі стосунки зі Стюі. Пітер і Стюі мали свої пригоди, коли він відвіз його до Світового курорту Уолта Діснея в епізоді "The Courtship of Stewie's Father" (сезон 4, 2005). З Крісом Пітер добре спілкується, але в періоди, коли потребує поради або в авантюрі.
Пітер найкраще дружить зі своїм антропоморфним собакою Брайаном. У попередні сезони Брайан часто служив голосом розуму для Пітера, допомагаючи йому розв'язувати питання. Брайан надзвичайно вдячний Пітеру за те, що він обрав його як бродячого. Його подяка була підтверджена у серії "New Kidney in Town", де Брайан готовий відмовитись від обох нирок (і свого життя), щоб Пітер міг перенести трансплантацію нирки (хоча він цього не мав робити завдяки іншому донору виявляється). На похороні Брайана в серії "Life of Brian (Family Guy)" Пітер сказав, що Брайан був його "найкращим другом у всьому світі" і "як йому брат".

## Сприйняття

### Критика
Серіал звинувачують у плагіаті, а Пітера критикують за те, що він занадто схожий на Гомера Сімпсона. Пітер з'являвся в деяких епізодах "Сімпсонів", де був зображений клоном Гомера. Кен Такер з Entertainment Weekly писав, що Пітер є Гомером Сімпсоном, «як його задумував надзвичайно софоморійний розум, якому не вистачає жодної точки відліку, ніж інші телешоу».